# AWA (온라인 음악 서비스)
AWA(アワ 아와[*])는 사이버 에이전트와 에이벡스 디지털의 공동 출자에 의해서 설립된 AWA 주식회사가 제공하는 인터넷 디지털 음원 서비스이다. 구독형(월정액형) 서비스로 2015년 5월 27일에 제공 시작. 같은 해 5월 27일의 제공 시작일에는 iOS 디바이스용과 안드로이드 디바이스용 어플이 출시됐으며, 그 후 PC용 애플리케이션(맥&윈도우), 크롬캐스트, 안드로이드TV, Apple CarPlay(차재 시스템), 안드로이드 오토(차재 시스템), 안드로이드 웨어에 대응하고 있다. 서비스 곡은 3,000만 곡 이상이며 온 세계의 레이블과 제휴를 하여 노래 서비스를 하고 있다. 또, 2015년, 2016년으로 도시형 거대 댄스 페스티벌 ‘ULTRA JAPAN’의 스폰서를 맡고 있다.

## 특징
- 서비스의 이용 시작에는 사용자 등록할 필요가 없음
- 이용시작으로부터 한 달 동안은 무료기간
- 예능인이나 음악가, 코어한 리스너에 의한 재생목록
- 기능적으로 디자인성이 높은 인터페이스
- 가사 표시가 있는 음악 재생이 가능
- 반가운 명곡부터 최신 히트곡까지 폭 넓은 음악 장르에 대응
J-POP을 시작으로, K-POP, ROCK, EDM, R&B, HIPHOP, SOUL, JAZZ, 애니메이션, 보컬로이드, 동요, 가요 곡, 연극, 클래식

## 기능
- TRENDING: 실시간으로 장르별로 인기 있는 곡을 재생/AWA 내에서 인기 있는 재생목록만을 픽업 가능
- DISCOVERY: 재생, 이동이력에서 분석, 매치된 재생목록을 찾는다.
- GENRE: 음악 장르로 재생목록을 고를 수 있다.
- MOOD: 분위기별로 재생목록을 고를 수 있다.
- RADIO: 마음에 드는 노래나 음악가를 선택해서 비슷한 노래·관련된 노래를 논스톱으로 재생.
- 검색: 음악가, 음반, 곡명으로 간단 검색
- 소셜 기능: 자신이 듣고 있는 노래나 마음에 드는 재생목록을 페이스북, 트위터, 라인 등의 소셜 미디어에서 공유할 수 있다.